# Як Москва нищила Україну
«Як Москва нищила Україну» (На підставі старих українських пісень) — історична розвідка В'ячеслава Будзиновського, видана 1917 року у Відні Союзом визволення України окремою книгою. Текст твору написаний желехівкою.

## Історичне тло
Основою для написання книги стала попередня робота Будзиновського — «Козацкі часи в народній пісни, з замітками В. Будзиновского», що була видана 1906 року у Львові і отримала схвальну рецензію Івана Франка. До цього часу не існувало жодної окремо надрукованої збірки козацьких дум. Так само бракувало поважних студій українських історичних пісень. Будзиновському належить заслуга у вирішенні цієї проблеми. 1907 року В'ячеслав Будзиновський обраний послом до Рейхсрату. Після того, як у вересні 1914 року Львів зайняли російські війська генерала Брусилова, Будзиновський переїхав до Відня, де приєднався до Союзу визволення України. У своїй творчості Будзиновський вже торкався теми впливу Москви на Україну — ще перебуваючи у Львові, він написав статтю «Москвофільство: його причини і теорії», a в березні 1917 року у «Вістнику Союза визволення України» була опублікована стаття Будзиновського «Старі українські пісні про сусідство України з Московщиною».

## Зміст
Книга містить окремі розділи-нариси, кожний з яких охоплює окремий період в історії поступового знищення Московією самостійності України та українського козацтва. Кожний окремий історичний нарис підкріплюється текстами народних українських пісень, оброблених автором книги.

### Розділи
- Як Москва цькувала татар на Україну?
- Хто оборонив Україну від татар?
- Як Москва нищила українську гетьманську державу?
- Як Москва нищила Гетьманщину?
- Як Москва нищила наших чумаків і селян?
- Як Москва вигубляла українське козацтво тяжкими роботами?
- Як Москва нищила Україну рекрутчиною?
- Як Москалі перший раз руйнували Запорозьку Січ?
- Полтавський погром
- Як Москва помагала ляхам против українських гайдамаків?
- Як Москва другий раз руйнувала Січ?
- Як Москва намагалася знищити недобитки козаччини?
- Як Москва довела до загибелі й задунайську Січ?
- Закінчення

## Перевидання
Книга декілька разів перевидавалася: 1941 року в Кракові, а також у Тернополі 1991 та 2017 року.